# TBS 금요드라마
《TBS 금요드라마》(일본어: 金曜ドラマ 킨요도라마[*])는 1972년부터 일본 TBS에서 매주 금요일에 방송하고 있는 텔레비전 드라마 범위이다. 통칭 금요드라마 (金ドラ 킨도라[*]) 라고도 한다. 방송 시간은 매주 금요일 밤 10시부터 10시 54분까지이다. 스테레오 방송, 자막 방송, HD 제작, 연동 데이터 방송을 실시하고 있다.
1987년 10월부터 1989년 9월까지 이 시간대에는 뉴스 쇼 (JNN 뉴스 22 프라임타임→뉴스데스크'88→뉴스데스크'89)가 방송됐기 때문에 방송이 2년간 중단되었다. 대신 "수요일 21시 드라마 시간대"로 시간을 옮겨 《수요 드라마》로 방송했다가, 이듬해 1989년 10월부터 방송이 재개되었다.

## 개요
현재 존재하고 있는 TBS의 드라마 시간대에서는 《일요극장》에 이어 방송 기간이 길다.
개시 초기 - 1987년, 19년 - 2000년 초반까지는 성인층을 타겟으로 한 작품을 중심이였지만, 2001년에 "금요일 9시 드라마" 범위의 폐지 이후로는 연령층이 낮춰져 청소년을 겨냥하는 작품이 많아졌다. 2011년 10월기 이후 청소년 작품은 "목요일 9시 드라마"로 이동하게 되어, 드라마 범위는 이전의 성인층 작품으로 돌아왔다. 이후 TBS 목요일 밤 9시 드라마가 종영되면서 청소년 겨냥 작품은 후에 TBS 화요드라마 시간대에서 방영되는 편이다.

## 1989년부터 현재까지 평균 시청률 TOP 10
| 순위 | 작품명                        | 방송년도 | 시청률 |
| ---- | ----------------------------- | -------- | ------ |
| 1위  | 협주곡                        | 1996년   | 23.9%  |
| 2위  | 누구에게도 말할 수 없어       | 1993년   | 23.8%  |
| 3위  | 고교 교사                     | 1993년   | 21.9%  |
| 4위  | 꽃보다 남자2: 리턴즈          | 2007년   | 21.6%  |
| 5위  | 사랑한다고 말해줘             | 1995년   | 21.3%  |
| 6위  | 성자의 행진                   | 1998년   | 20.9%  |
| 7위  | 미성년                        | 1995년   | 20.0%  |
| 8위  | 계속 네가 좋았어              | 1992년   | 19.9%  |
| 9위  | 꽃보다 남자                   | 2005년   | 19.8%  |
| 10위 | 인간 실격: 내가 만약 죽는다면 | 1994년   | 19.2%  |

## 1989년부터 현재까지 최고 시청률 TOP 10
| 순위 | 작품명                        | 방송년도 | 시청률         |
| ---- | ----------------------------- | -------- | -------------- |
| 1위  | 계속 네가 좋았어              | 1992년   | 34.1% (최종회) |
| 2위  | 누구에게도 말할 수 없어       | 1993년   | 33.7% (최종회) |
| 3위  | 고교교사                      | 1993년   | 33.0% (최종회) |
| 4위  | 인간 실격~내가 만약 죽는다면~ | 1994년   | 28.9% (최종회) |
| 5위  | 협주곡                        | 1996년   | 28.2% (첫회)   |
| 6위  | 사랑한다고 말해줘             | 1995년   | 28.1% (최종회) |
| 7위  | 꽃보다 남자2 -리턴즈-         | 2007년   | 27.6% (최종회) |
| 8위  | 미성년                        | 1995년   | 23.2% (제8회)  |
| 9위  | 아름다운 사람                 | 1999년   | 22.7% (첫회)   |
| 10위 | 유성의 인연                   | 2008년   | 22.6% (최종회) |

## 작품 목록

### 1989년 - 1990년대 작품
대표적인 작품에는, 후유키오 붐을 일으킨 《계속 네가 좋았어》 (1992년) 및 같은 스탭으로 제작된 《누구에게도 말할 수 없어》 (1993년), 노지마 신지가 각본을 맡은 《고교교사》 (1993년), 《인간실격》 (1994년), 《미성년》 (1995년), 《성자의 행진》 (1998년), 수화 붐을 일으킨 《사랑한다고 말해줘》 (1995년), 속편이 제작된 《파랑새》 (1997년), 타무라 마사카즈, 키무라 타쿠야, 미야자와 리에 캐스팅으로 화제를 모은 《협주곡》 (1996년), 스페셜판과 영화판이 만들어진 《케이조쿠》 (1999년) 등이 있다.

#### 1989년
- 《비보다 상냥하게》 (주연: 아사노 유코)

#### 1990년
- 《추억에 변할 때까지》 (주연: 이마이 미키)
- 《유혹》 (주연: 시노 히로코)
- 《도시의 숲》 (주연: 타카시마 마사노부)
- 《남자에 대해서》 (주연: 아사노 유코)

#### 1991년
- 《고르지 않은 사과들 3》 (주연: 나카이 키이치)
- 《그래도 집을 샀습니다》 (주연: 미카미 히로시)
- 《결혼하고 싶은 남자들》 (주연: 카타오카 츠루타로)
- 《내일이 있으니까》 (주연: 이마이 미키)

#### 1992년
- 《어른의 선택》 (주연: 마츠다 세이코)
- 《사랑은 어때》 (주연: 오가타 켄)
- 《계속 네가 좋았어》 (주연: 카쿠 치카코)
- 《십년애》 (주연: 타나카 미사코, 하마다 마사토시)

#### 1993년
- 《고교교사》 (주연: 사나다 히로유키, 사쿠라이 사치코)
- 《나는 추녀였어요?》 (주연: 마츠다 세이코)
- 《누구에게도 말할 수 없어》 (주연: 카쿠 치카코)
- 《철저하게 사랑은...》 (주연: 센도 노부코, 요시다 에이사쿠)

#### 1994년
- 《언제나 마음에 태양을》 (주연: 니시다 토시유키)
- 《적령기》 (주연: 미카미 히로시)
- 《인간 실격~내가 만약 죽는다면~》 (주연: 아카이 히데카즈)
- 《내가 그녀에게, 빚을 진 이유.》 (주연: 사나다 히로유키, 코이즈미 쿄코)

#### 1995년
- 《흔들리는 마음》 (주연: 미나미노 요코)
- 《6월의 신부》 (주연: 자이젠 나오미)
- 《사랑한다고 말해줘》 (주연: 토요카와 에츠시, 토키와 타카코)
- 《미성년》 (주연: 이시다 잇세이)

#### 1996년
- 《사랑과는 결코 후회하지 않는 것》 (주연: 오가타 나오토)
- 《너를 만나고 나서》 (주연: 모토키 마사히로)
- 《유리 조각들》(주연: 후지이 후미야, 마츠유키 야스코)
- 《협주곡》 (주연: 타무라 마사카즈, 기무라 타쿠야, 토모사카 리에)

#### 1997년
- 《당신의 인생의 시간》 (주연: 타카시마 마사노부)
- 《고르지 않은 사과들 IV》 (주연: 나카이 키이치)
- 《마지막 사랑》 (주연: 나카이 마사히로, 토키와 타카코)
- 《파랑새》 (주연: 토요카와 에츠시)

#### 1998년
- 《성자의 행진》 (주연: 이시다 잇세이)
- 《해후》 (주연: 토키와 타카코, 후쿠야마 마사하루)
- 《랑데부》 (주연: 타나카 미사코, 모모이 카오리)
- 《안돼요!》 (주연: 나카무라 타마오)

#### 1999년
- 《케이조쿠》 (주연: 나카타니 미키, 와타베 아츠로)
- 《주말혼》 (주연: 나가사쿠 히로미)
- 《독신생활》 (주연: 에즈미 마키코)
- 《아름다운 사람》 (주연: 타무라 마사카즈, 토키와 타카코)

### 2000년대 작품
2000년대에 들어오면서, 1990년대 초중반 드라마의 시청률은 기록하지 못하고, 10%를 맴도는 드라마도 적지 않게 생겨났다. 또한, 인기 만화나 소설 작품을 원작으로 하는 드라마는, 안정된 시청률을 확보하였다. 대표적인 작품으로는, 속편·영화화까지 제작되어 속편이 평균 시청률 20%를 넘는 고시청률을 기록한 〈꽃보다 남자〉, 베스트셀러 소설을 드라마화한 〈세상의 중심에서 사랑을 외치다〉, 영화화된 〈쿠로사기〉, 신인 배우가 대부분 이름을 알리게 된 〈드래곤 사쿠라〉, ‘어라’ 라는 유행어를 만든〈 Around40~주문이 많은 여자들∼〉, 높은 시청률을 기록한 〈유성의 인연〉 등. 또, 〈키사라즈 캐츠아이〉, 〈타이거&드래곤〉, 〈가희〉, 〈마왕〉 등은 시청률은 비록 낮았으나, 드라마 자체의 평가는 높게 평가되어, 종영 후 DVD화 되는 등 인기를 얻었다.

#### 2000년
- 《금요일의 연인들에게》 (주연: 후지와라 노리카)
- 《QUIZ》 (주연: 자이젠 나오미)
- 《Friends》 (주연: 하마다 마사토시)
- 《한 여름의 메리 크리스마스》 (주연: 타케노우치 유타카, 나카타니 미키)

#### 2001년
- 《스트로베리 온 더 쇼트케이크》 (주연: 타키자와 히데아키, 후카다 쿄코)
- 《옛 남자》 (주연: 후지와라 노리카)
- 《세계에서 가장 더운 여름》 (주연: 키시타니 고로)
- 《사랑을 몇 년간 쉬셨습니까》 (주연: 코이즈미 쿄코, 이이지마 나오코, 쿠로키 히토미)

#### 2002년
- 《키사라즈 캐츠아이》 (주연: 오카다 준이치)
- 《꿈의 캘리포니아》 (주연: 도모토 쯔요시)
- 《사랑따윈 필요없어, 여름》 (주연: 와타베 아츠로, 히로스에 료코)
- 《엄마의 유전자》 (주연: 야쿠시마루 히로코)

#### 2003년
- 《고교교사》 (주연: 후지키 나오히토, 우에토 아야)
- 《블랙잭에게 안부를》 (주연: 츠마부키 사토시)
- 《Stand Up!!》 (주연: 니노미야 카즈나리)
- 《양키 모교로 돌아오다》 (주연: 다케노우치 유타카)

#### 2004년
- 《아내는 요술쟁이》 (주연: 요네쿠라 료코)
- 《홈 드라마!》 (주연: 도모토 쯔요시)
- 《세상의 중심에서 사랑을 외치다》 (주연: 야마다 다카유키)
- 《3학년 B반 킨파치선생 시즌7》 (주연: 다케다 테츠야)

#### 2005년
- 《타이거 & 드래곤》 (주연: 나가세 토모야)
- 《드래곤 사쿠라》 (주연: 아베 히로시)
- 《꽃보다 남자》 (주연: 이노우에 마오)

#### 2006년
- 《야왕~YAOH~》 (주연: 마츠오카 마사히로)
- 《쿠로사기》 (주연: 야마시타 토모히사)
- 《태양의 노래》 (주연: 야마다 다카유키, 사와지리 에리카)
- 《세일러복과 기관총》 (주연: 나가사와 마사미)
- 《웃기는 사랑은 하고 싶지 않아》

#### 2007년
- 《꽃보다 남자2 -리턴즈-》 (주연: 이노우에 마오)
- 《특급 타나카3호》 (주연: 다나카 코키)
- 《야마다 타로 이야기》 (주연: 니노미야 카즈나리)
- 《가희》 (주연: 나가세 토모야)

#### 2008년
- 《에디슨의 어머니》 (주연: 이토 미사키)
- 《Around40~주문이 많은 여자들∼》 (주연: 아마미 유키)
- 《마왕》 (주연: 오노 사토시, 이쿠타 토마)
- 《유성의 인연》 (주연: 니노미야 카즈나리)

#### 2009년
- 《러브 셔플》 (주연: 타마키 히로시)
- 《스마일》 (주연: 마츠모토 준)
- 《오르트로스의 개》 (주연: 타키자와 히데아키)
- 《독신》 (주연: 미즈키 아리사)

### 2010년대 작품

#### 2010년
- 《엽기인걸 스나코》 (주연: 카메나시 카즈야)
- 《건달군과 안경양》 (주연: 나리미야 히로키, 나카 리이사)
- 《자만형사》 (주연: 나가세 토모야)
- 《SPEC~경시청 공안 제5과 미상사건 특별 대책계 사건부~》 (주연: 토다 에리카, 카세 료)

#### 2011년
- 《LADY~마지막 범죄 프로파일~》 (주연: 키타가와 케이코)
- 《태어나다.》 (주연: 호리키타 마키)
- 《미남이시네요》 (주연: 타키모토 미오리, 타마모리 유타, 후지가야 타이스케, 야오토메 히카루)
- 《전업주부탐정~나는 그림자》 (주연: 후카다 쿄코)

#### 2012년
- 《연애 니트~잊고 있던 사랑을 시작하는 방법》 (주연: 나카마 유키에)
- 《한번 더 너에게, 프로포즈》 (주연: 타케노우치 유타카)
- 《검은 여교사》 (주연: 에이쿠라 나나)
- 《오오쿠~탄생 : 아리고토·이에미츠 편》 (주연: 사카이 마사토, 타베 미카코)

#### 2013년
- 《야행관람차》 (주연: 스즈키 쿄카)
- 《TAKE FIVE~우리는 사랑을 훔칠 수 있을까~》 (주연: 카라사와 토시아키)
- 《될 대로 되겠지.》 (주연: 타치 히로시)
- 《쿠로코치》 (주연: 나가세 토모야)

#### 2014년
- 《밤의 선생님》 (주연: 미즈키 아리사)
- 《앨리스의 가시》 (주연: 우에노 쥬리)
- 《가족 사냥》 (주연: 마츠유키 야스코)
- 《N을 위하여》 (주연: 에이쿠라 나나)

#### 2015년
- 《우로보로스~이 사랑이야말로, 정의.》 (주연: 이쿠타 토마)
- 《앨저넌에게 꽃을》 (주연: 야마시타 토모히사)
- 《오모테산도 고교 합창부!》 (주연: 요시네 쿄코)
- 《코우노도리》 (주연: 아야노 고)

#### 2016년
- 《나를 보내지 마》 (주연: 아야세 하루카)
- 《저 결혼 못 하는 게 아니라, 안 하는 겁니다》 (주연: 나카타니 미키)
- 《신의 혀를 가진 남자》 (주연: 무카이 오사무)
- 《모래탑~너무 잘 아는 이웃》 (주연: 칸노 미호)

#### 2017년
- 《하극상 수험》 (주연: 아베 사다오)
- 《리버스》 (주연: 후지와라 타츠야)
- 《헬로 네즈미》 (주연: 에이타)
- 《코우노도리》(시즌 2) (주연: 아야노 고)

#### 2018년
- 《언내추럴》 (주연: 이시하라 사토미)
- 《당신은 돌아갈 집이있다》 (주연: 나카타니 미키)
- 《치어 댄스》 (주연: 츠치야 타오)
- 《대연애~나를 잊는 너와》 (주연: 토다 에리카)

#### 2019년
- 《메종 드 폴리스》 (주연: 타카하타 미츠키)
- 《인 핸드》 (주연: 야마시타 토모히사)
- 《나기의 휴식》 (주연: 쿠로키 하루)
- 《4분간의 마리골드》 (주연: 후쿠시 소타)

### 2020년대 작품

#### 2020년
- 《병실에서 염불을 외지 마세요》 (주연: 이토 히데아키)
- 《MIU404》 (주연: 아야노 고, 호시노 겐)
- 《아슬아슬한 두 사람 - K2 - 이케부쿠로서 형사 칸자키 · 쿠로키》 (주연: 야마다 료스케)
- 《사랑하는 어머니들》 (주연: 기무라 요시노)

#### 2021년
- 《우리집 이야기》 (주연: 나가세 토모야)
- 《리코카츠 ~전원 이혼 가족~》 (주연: 키타가와 케이코)
- 《＃ 가족 모집합니다》 (주연: 시게오카 다이키)
- 《최애》 (주연: 요시타카 유리코)

#### 2022년
- 《아내, 초등학생이 되다.》 (주연: 츠츠미 신이치)

## 지역 민방 네트워크 계열국 정보
| 방송 대상 지방       | 방송국                   | 계열국  | 방송 시간            | 비고            |
| -------------------- | ------------------------ | ------- | -------------------- | --------------- |
| 간토 광역권          | TBS 텔레비전（TBS）      | TBS계열 | 금요일 22:00 - 22:54 | 프로그램 제작국 |
| 홋카이도             | 홋카이도 방송（HBC）     | TBS계열 | 금요일 22:00 - 22:54 | 동시 편성       |
| 아오모리현           | 아오모리 TV（ATV）       | TBS계열 | 금요일 22:00 - 22:54 | 동시 편성       |
| 이와테현             | IBC 이와테 방송（IBC）   | TBS계열 | 금요일 22:00 - 22:54 | 동시 편성       |
| 미야기현             | 도호쿠 방송（TBC）       | TBS계열 | 금요일 22:00 - 22:54 | 동시 편성       |
| 야마가타현           | TV-U 야마가타（TUY）     | TBS계열 | 금요일 22:00 - 22:54 | 동시 편성       |
| 후쿠시마현           | TV-U 후쿠시마（TUF）     | TBS계열 | 금요일 22:00 - 22:54 | 동시 편성       |
| 야마나시현           | TV 야마나시（UTY）       | TBS계열 | 금요일 22:00 - 22:54 | 동시 편성       |
| 나가노현             | 신에쓰 방송（SBC）       | TBS계열 | 금요일 22:00 - 22:54 | 동시 편성       |
| 니가타현             | 니가타 방송（BSN）       | TBS계열 | 금요일 22:00 - 22:54 | 동시 편성       |
| 시즈오카현           | 시즈오카 방송（SBS）     | TBS계열 | 금요일 22:00 - 22:54 | 동시 편성       |
| 도야마현             | 튤립 TV（TUT）           | TBS계열 | 금요일 22:00 - 22:54 | 동시 편성       |
| 이시카와현           | 호쿠리쿠 방송（MRO）     | TBS계열 | 금요일 22:00 - 22:54 | 동시 편성       |
| 주쿄 광역권          | 주부닛폰 방송（CBC）     | TBS계열 | 금요일 22:00 - 22:54 | 동시 편성       |
| 긴키 광역권          | 마이니치 방송（MBS）     | TBS계열 | 금요일 22:00 - 22:54 | 동시 편성       |
| 돗토리현・시마네현   | 산인 방송（BSS）         | TBS계열 | 금요일 22:00 - 22:54 | 동시 편성       |
| 오카야마현・가가와현 | RSK산요방송（RSK）       | TBS계열 | 금요일 22:00 - 22:54 | 동시 편성       |
| 히로시마현           | 주고쿠 방송（RCC）       | TBS계열 | 금요일 22:00 - 22:54 | 동시 편성       |
| 야마구치현           | TV 야마구치（tys）       | TBS계열 | 금요일 22:00 - 22:54 | 동시 편성       |
| 에히메현             | 아이 TV（itv）           | TBS계열 | 금요일 22:00 - 22:54 | 동시 편성       |
| 고치현               | TV 고치（KUTV）          | TBS계열 | 금요일 22:00 - 22:54 | 동시 편성       |
| 후쿠오카현           | RKB 마이니치 방송（RKB） | TBS계열 | 금요일 22:00 - 22:54 | 동시 편성       |
| 나가사키현           | 나가사키 방송（NBC）     | TBS계열 | 금요일 22:00 - 22:54 | 동시 편성       |
| 구마모토현           | 구마모토 방송（RKK）     | TBS계열 | 금요일 22:00 - 22:54 | 동시 편성       |
| 오이타현             | 오이타 방송（OBS）       | TBS계열 | 금요일 22:00 - 22:54 | 동시 편성       |
| 미야자키현           | 미야자키 방송（mrt）     | TBS계열 | 금요일 22:00 - 22:54 | 동시 편성       |
| 가고시마현           | 미나미니혼 방송（MBC）   | TBS계열 | 금요일 22:00 - 22:54 | 동시 편성       |
| 오키나와현           | 류큐 방송（RBC）         | TBS계열 | 금요일 22:00 - 22:54 | 동시 편성       |

## 같이 보기
- TBS 파나소닉 드라마 시어터
- TBS 수요일 10시 드라마
- TBS 목요일 밤 9시 드라마
- TBS 목요일 9시 드라마
- TBS 목요일 10시 드라마
- TBS 토요일 밤 8시 드라마
- TBS 일요극장

## 참고 사항

### 출전
1. ↑  2009년 4월 1일, 도쿄 방송 홀딩스에서 분사.
2. ↑  2014년 4월 1일, 영상 부문을 CBC 텔레비전으로 분사.
3. ↑  2011년 7월 24일, 영상 부문을 MBS 텔레비전으로 완전 이관.
4. ↑  2019년 4월 1일, RSK Holdings와 영상 부문인 RSK 텔레비전으로 분할.